# Juan Manuel Alejándrez
Juan Manuel Alejándrez (né le 7 mai 1944 à Mexico au Mexique, et mort le 6 janvier 2007 à Guadalajara) est un joueur de football international mexicain, qui évoluait au poste de défenseur.

## Biographie

### Carrière en club
Avec le Cruz Azul, il remporte trois Coupe des champions de la CONCACAF.

### Carrière en sélection
Avec l'équipe du Mexique, il joue 24 matchs (pour aucun but inscrit) entre 1967 et 1970 [réf. nécessaire]. 
Il figure dans le groupe des sélectionnés lors de la coupe du monde de 1970 (sans jouer de matchs lors de la phase finale).
Il participe également aux JO de 1968. Lors du tournoi olympique, il joue six matchs.

## Palmarès
Cruz Azul
| - Championnat du Mexique (4) : - Champion : 1968-69, 1970, 1971-72 et 1972-73. - Coupe du Mexique (1) : - Vainqueur : 1968-69. |  | - Supercoupe du Mexique (1) : - Vainqueur : 1969. - Coupe des champions (3) : - Vainqueur : 1969, 1970 et 1971. |